# Litargus connexus
Litargus connexus é uma espécie de insetos coleópteros polífagos pertencente à família Mycetophagidae.
A autoridade científica da espécie é Geoffroy, tendo sido descrita no ano de 1785.
Trata-se de uma espécie presente no território português.